# Markgraafschap Franchimont
Het Markgraafschap Franchimont was een heerlijkheid binnen het prinsbisdom Luik. Het domein van Theux werd in 898 door koning Zwentibold, koning van Lotharingen, aan de bisschop van Luik geschonken. In de twaalfde eeuw werd deze heerlijkheid het Markgraafschap Franchimont. Het kasteel van Franchimont was de zetel van het markgraafschap.
Voor de Luikse Revolutie, vormde het Markgraafschap Franchimont een klein gebied binnen het Prinsbisdom Luik. Dit landje, zes leuga (2.200m) lang bij vier leuga breed, grensde aan het hertogdom Limburg, hertogdom Luxemburg en het Abdijvorstendom Stavelot-Malmedy.
Het werd gevormd door vijf bans, aanvankelijk deze van Theux, Spa, Sart en Jalhay (Gelhaag), en later ook deze van Verviers. Het geheel omvatte ongeveer een vijftigtal dorpen en gehuchten. Vanaf de 16e eeuw voerden de prins-bisschoppen ook de titel van Markgraaf van Franchimont.
Het markgraafschap bestond uit vijf bans, wier hoofdplaatsen of burchten waren:
- De ban van Theux (hoofd-ban) met Oneux, La Reid, Polleur, Jehanster en het Kasteel van Franchimont
- De ban van Verviers met Stembert, Ensival en Andrimont
- De ban van Jalhay (Gelhaag)
- De ban van Sart
- De ban van Spa